# Dominik Wünsch
Dominik Wünsch (11. dubna 1883 Josefov – 15. ledna 1963 Praha) byl český pedagog (učitel hudby, zejména hry na klavír) a kapelník divadelních společností.
Dominik Wünsch byl jedním ze synů Jana Nepomuka Wünsche. Vystudoval nižší gymnázium v Hradci Králové a následně se šel věnovat hudbě. Nejprve v letech 1900–1903 absolvoval Janáčkovu varhanickou školu v Brně a poté také v roce 1911 státní zkoušky ze zpěvu a klavíru v Praze. V jihočeském Protivíně se stal klavírním pedagogem, ředitelem kůru a učitelem hudby. Později se stejným činnostem věnoval i v Sušici, kde pořádal i koncerty a operní představení. S pražskými sólisty dokonce tam uvedl operu Bedřicha Smetany Prodaná nevěsta. Během první světové války absolvoval válečnou službu. Ve školním roce 1919/1920 odešel ze Sušice, kde působil i jako učitel hudby na místní reálce. Následně se stal ředitelem kúru v Praze-Nuslích a působil i jako varhaník československé církve husitské. V Praze se stal i ředitelem městské hudební školy. Za okupace byl vězněn (1943). Po propuštění pokračoval v pedagogické činnosti nejprve na gymnáziu a později na veřejné hudební škole v Karlových Varech, kde učil až do roku 1951. V Karlových Varech zůstal i po zbytek života. Zemřel však v roce 1963 v Praze.
Působil i jako kapelník divadelních společností (Zöllnerova, Příbramského, Trnkova, Lacinova).